# Pentecamenta
Pentecamenta är ett släkte av skalbaggar. Pentecamenta ingår i familjen Melolonthidae.
Kladogram enligt Catalogue of Life:
| Pentecamenta | \| \| Pentecamenta alluaudi \| \| \| \| \| \| Pentecamenta kinabaluensis \| \| \| \| \| \| Pentecamenta salaama \| \| \| \| \| \| Pentecamenta subcostata \| \| \| \| |
|              | \| \| Pentecamenta alluaudi \| \| \| \| \| \| Pentecamenta kinabaluensis \| \| \| \| \| \| Pentecamenta salaama \| \| \| \| \| \| Pentecamenta subcostata \| \| \| \| |
|              | Pentecamenta alluaudi |
|              | |
|              | Pentecamenta kinabaluensis |
|              | |
|              | Pentecamenta salaama |
|              | |
|              | Pentecamenta subcostata |
|              | |